# Jacques Brunius
Pour les articles homonymes, voir Borel et Jacques Borel.
Jacques Brunius, nom d'artiste de Jacques Henri Cottance, est un acteur, réalisateur, homme de radio et écrivain français, né à Paris le 16 septembre 1906 et mort à Exeter (Angleterre) le 24 avril 1967.
Suivant les films et les textes, il est crédité sous différents pseudonymes : Borel, Jacques Borel, Brunius, J.B. Brunius, Jacques B. Brunius, Jacques-Bernard Brunius, John La Montagne, Olaf Apollonius, Jacques Berne.

## Biographie
Si la mémoire retient surtout les personnages de l'homme au « bairait » de L'affaire est dans le sac, et celui du canotier entreprenant de Partie de campagne, Brunius fut plus que cela : proche de Jean Renoir, et des frères Jacques et Pierre Prévert, par là membre de la nébuleuse surréaliste qui se tenait à distance du groupe d'André Breton, et fréquentait plutôt la rue du Château puis le groupe Octobre. Il se rapproche du groupe Contre-attaque en 1935, puis entre dans le groupe surréaliste en janvier 1936. Il collabore à toutes les revues surréalistes, ne fût-ce que pour un seul numéro, et noue des liens d'amitié avec André Breton, liens qui ne se déferont qu'à la mort de ce dernier.
Il est le fondateur, avec Jean George Auriol, de La Revue du cinéma en 1928.
On lui doit la reconnaissance du Facteur Cheval à Hauterives (Drôme) d'où sa famille est originaire : il fait paraître un article intitulé « Ferdinand Cheval, facteur, constructeur du Palais de l'Idéal » dans la revue belge Variétés en juin 1929, puis ses photos du Palais dans le numéro spécial Le Surréalisme en 1929. Il écrit ensuite sur lui de nombreux articles (Cahiers d'art, Vu, etc.) et lui consacre son court métrage Violons d'Ingres, présenté à l'exposition universelle de New York en mai 1939.
Pendant la guerre, il est à Londres, journaliste membre de l'équipe des Français parlent aux Français à la BBC. Pour la RTF il traduit en français la pièce radiophonique de Dylan Thomas, Au bois lacté, dont l'adaptation est réalisée par Alain Trutat. Il est également ami de E. L. T. Mesens, membre du groupe surréaliste en Angleterre, rédigeant à propos des collages de son ami le texte Rencontres fortuites et concertées.
Il est l'éditeur, en 1948, des épisodes inédits de Vathek.
Il publie en 1954, aux éditions Arcanes, En marge du cinéma français, recueil d'articles sur le cinéma d'avant-garde en France, vu sous ses aspects poétique, technique et sémiologique, avec des illustrations de Man Ray ou Denise Bellon.

### Commentaire
Le Brunius de Jean-Pierre Pagliano révéla cet « athlète complet du cinématographe qui sut, l'un des premiers, reconnaître les grands arpenteurs de l'imaginaire. »

### Vie privée
Il fut l'époux de Colette Hulmann, sœur de la photographe Denise Bellon, née Denise Hulmann, avec laquelle il a collaboré pour des reportages publiés dans divers journaux. Il épousa ensuite l'actrice britannique Cecile Chevreau.
Rémi Waterhouse, scénariste, dialoguiste, cinéaste et producteur, qui a commencé sa carrière avec Yannick Bellon, est son petit-fils. Sa sœur, Simone Cottance, fut une collaboratrice d'Henri Langlois.

## Filmographie

### Réalisateur
- 1931 : Voyage aux Cyclades, en collaboration avec Roger Vitrac, Éli Lotar et Albert Jeanneret
- 1932 : Films publicitaires, en collaboration avec Jean Aurenche
- 1934 : Autour d'une évasion, en collaboration avec Cesare Silvagni
- 1936 : La vie est à nous, coréalisateur
- 1937 : Records 37, en collaboration avec Jean Tarride, commentaire de Robert Desnos
- 1937 : Venezuela
- 1938 : Sources noires, documentaire sur l'industrie pétrolière
- 1939 : Violons d'Ingres, court-métrage
- 1951 : The Changing Face of Europe
- 1951 : Somewhere to Live
- 1952 : Brief City
- 1952 : To the Rescue
- 1953 : The Blakes Slept Here

### Assistant réalisateur
- 1927 : Le Chauffeur de Mademoiselle d'Henri Chomette
- 1929 : Le Requin d'Henri Chomette
- 1930 : L'Âge d'or de Luis Buñuel

### Acteur

#### Cinéma
- 1930 : L'Âge d'or de Luis Buñuel : un passant
- 1932 : L'affaire est dans le sac de Pierre Prévert : Adrien, le client au béret
- 1934 : L'Hôtel du libre échange de Marc Allégret : le monsieur du train
- 1936 : Partie de campagne de Jean Renoir (moyen métrage) : Rodolphe
- 1936 : Moutonnet de René Sti
- 1936 : Le Crime de Monsieur Lange de Jean Renoir : M.. Baigneur
- 1936 : La Vie est à nous de Jean Renoir : le président du conseil d'administration
- 1938 : Le Temps des cerises de Jean-Paul Le Chanois : le petit-fils du directeur
- 1938 : Le Schpountz de Marcel Pagnol : l'accessoiriste
- 1938 : La Bête humaine de Jean Renoir : un garçon de ferme
- 1939 : L'Héritier des Mondésir d'Albert Valentin
- 1950 : Le Cheval de bois (The Wooden Horse) de Jack Lee : André
- 1951 : Andalousie de Robert Vernay
- 1951 : Une fille à croquer de Raoul André
- 1951 : De l'or en barres (The Lavender Hill Mob) de Charles Crichton : l'agent des douanes
- 1952 : L'Inconnu de Monaco (24 Hours of a Woman's Life) de Victor Saville : le concierge de la pension Lisa
- 1953 : Au sud d'Alger (South of Algiers) de Jack Lee : Kress
- 1953 : La Belle Espionne (Sea Devils) de Raoul Walsh : Joseph Fouché
- 1953 : Une étrange jeune mariée (Always a Bride) de Ralph Smart : l'inspecteur
- 1953 : Tropique du désir (Laughing Anne) de Herbert Wilcox : le Français
- 1954 : Le Cargo de la drogue (Forbidden Cargo) d'Harold French : l'inspecteur Pierre Valance
- 1955 : Deux Anglais à Paris (To Paris with Love) de Robert Hamer : Monsieur Marconne
- 1955 : Commando sur la Gironde (The Cockleshell Heroes) de José Ferrer : le pêcheur français
- 1956 : Portrait d'une aventurière (Wicked as They Come) de Ken Hughes : l'inspecteur Caron
- 1956 : La Maison des secrets (House of Secrets) de Guy Green : Lessage
- 1957 : Un yacht nommé Tortue (True as a Turtle) de Wendy Toye : Monsieur Charbonnier
- 1958 : Le Prisonnier du Temple (Dangerous Exile) de Brian Desmond Hurst : De Chassagne
- 1958 : Ordres d'exécution (Orders to Kill) d'Anthony Asquith : le commandant Morand
- 1961 : Un si bel été (The Greengage Summer) de Lewis Gilbert : M. Joubert
- 1964 : La Rolls-Royce jaune (The Yellow Rolls-Royce) d'Anthony Asquith : le duc d'Angoulême (England)
- 1965 : Le Chant du monde de Marcel Camus : Jacques Borel
- 1965 : Le Démon est mauvais joueur (Return from the Ashes) de J. Lee Thompson : le premier détective

#### Télévision
- 1955 : Captain Gallant of the Foreign Legion (série télévisée) : Pakka
- 1955 : BBC Sunday-Night Theatre (série télévisée) : Pierre Chassaigne
- 1955 : Barbie (série télévisée) : Monsieur Morrisot
- 1960 : The Four Just Men (série télévisée) : The Mayor

## Œuvres

### Publications

#### Auteur
- 1954 : En marge du cinéma français, Arcanes, Paris, 1954 ; réédition présentée, annotée et commentée par Jean-Pierre Pagliano, Éditions L'Âge d'Homme, Lausanne, 1987
- 2016 : Dans l'ombre où les regards se nouent. Écrits sur le cinéma, l'art, la politique (1926-1963), édition établie et présentée par Grégory Cingal avec la collaboration de Lucien Logette, Paris, Éditions du Sandre, 2016

#### Traducteur (de l'anglais)
- 1948 : Lewis Carroll, Le Jabberwocky, Les Cahiers du Sud ; rééd. : Disney-Hachette, 1994  (ISBN 2-23-000389-5)
- 1969 : James Saunders, Un parfum de fleurs, Gallimard  (ISBN 2070303543)
- 1969 : James Saunders, La prochaine fois je vous le chanterai, Gallimard  (ISBN 2070303535)

### Radio
- 1960 : Norman Frederik Simpson, Un tintement du tonnerre, pièce en 1 acte, traduite et adaptée pour la radio par Brunius, Radiodiffusion française, France III - National, 5 juin 1960
- 1966 : Lewis Carroll, maître d'école buissonnière, France Culture, 25 décembre 1966, dix heures
- 1970 : Dylan Thomas, Au bois lacté, traduit de l'anglais par Brunius

## Commentaires
« J'étais convaincu que Brunius était un grand acteur ; il l'était. Il est possible que son talent d'acteur soit venu du fait que, quoique professionnel, il ait réussi à garder dans son genre un côté improvisé, amateur, dilettante ; ce qu'il n’était pas. »

— Jean Renoir, Écrits 1926-1971

« Jacques-Bernard Brunius avait su par ses connaissances techniques et son extrême rigueur dans le travail souriant, nous guider, mon frère et moi, sur un terrain que nous ne connaissions pas du tout, celui du découpage et de la préparation d'un film.(...) C'est certainement à l'amitié naissante que Brunius éprouvait pour nous, amitié qui ne s'est jamais démentie par la suite, que nous devons, mon frère et moi, d'avoir fait vraiment du cinéma pour la première fois. »

— Pierre Prévert

### Radio
- A la recherche de Brunius, gentleman surréaliste, émission de Paule Chavasse et Jean-Pierre Pagliano, France Culture, 7 mai 1983

### Vidéo
- Jacques-Bernard Brunius, un cinéaste surréaliste, quatre films de Brunius : Autour d'une évasion, Violons d'Ingres, Records 37, Sources noires, Doriane films, 2012 [présentation en ligne] sur DorianeFilms.com